# Tanaotrichia orientis
Tanaotrichia orientis är en fjärilsart som beskrevs av Louis Beethoven Prout 1913. Tanaotrichia orientis ingår i släktet Tanaotrichia och familjen mätare. Inga underarter finns listade i Catalogue of Life.